# Mads Mikkelsen
Pour les articles homonymes, voir Mads et Mikkelsen.
Mads Mikkelsen [mæs ˈmikl̩sn̩], né le 22 novembre 1965 à Copenhague (Danemark), est un acteur danois, qui a d'abord eu une carrière de danseur dans les années 1980-1990, se lançant ensuite dans une formation et une carrière dramatique. 
Connu dans son pays à la suite de sa participation aux films Pusher (1996) et Pusher 2 (2004) de Nicolas Winding Refn, et pour la série Rejseholdet (2000–2004), il atteint une notoriété internationale en interprétant Le Chiffre, un des ennemis emblématiques de James Bond, dans Casino Royale (2006). 
Depuis, il s'est fait une place dans le paysage cinématographique international, notamment en incarnant Hannibal Lecter dans la série Hannibal (2013–2015) de Bryan Fuller, Galen Erso dans Rogue One: A Star Wars Story (2016) ou Kaecilius, antagoniste du film[pas clair] Doctor Strange (2016). En parallèle, il continue de tourner des films danois ou européens, apparaissant notamment dans Le Guerrier silencieux (2009), La Chasse (2012), pour lequel il remporte le prix d'interprétation masculine au Festival de Cannes, Royal Affair (2012) ou Michael Kohlhaas (2013).
Il incarne également le personnage de Clifford Unger dans le jeu vidéo Death Stranding (2019) de Hideo Kojima.

## Biographie

### Origines familiales
Mads Dittman Mikkelsen naît le 22 novembre 1965 dans le quartier d'Østerbro, à Copenhague, capitale du Danemark. 
Il est le fils de Bente Christiansen et de Henning Mikkelsen, chauffeur de taxi. Il a un frère aîné Lars Mikkelsen, né le 6 mai 1964. Ils grandissent dans le quartier de Nørrebro où la famille s'est installée.

### Formation et carrière de danseur
Durant sa jeunesse[pas clair], il suit une formation de gymnaste, voulant poursuivre l’athlétisme[pas clair]. 
Puis il décide d'étudier la danse et part en Suède à la Balettakademien (« Académie de danse ») de Göteborg, où il acquiert de surcroît une bonne connaissance du suédois. 
Durant sa carrière de danseur d'une dizaine d'années, il rencontre en 1987 la chorégraphe Hanne Jacobsen, qu’il épouse en 2000. 
En 1996, il arrête la danse pour aller étudier l’art dramatique à l’école de théâtre d’Aarhus (Danemark), se lançant dans une carrière d’acteur,.

### Débuts au cinéma (années 2000)
Mads Mikkelsen apparaît au cinéma en 1996 dans le film danois Pusher, réalisé par Nicolas Winding Refn. Il multiplie alors les rôles des productions télévisuelles et cinématographiques. Quand il tourne la suite Pusher 2 (2004), c'est pour retrouver un personnage considérablement développé[pas clair].
En 2006, il est révélé au public mondial en incarnant Le Chiffre, l'antagoniste du nouveau James Bond, Casino Royale, de Martin Campbell. Si cette année-là, il continue à réaliser des films au Danemark, où il prouve sa capacité à jouer les héros comme les amants et les criminels ou encore l'amant bisexuel dans En kort en lang de Hella Joof, il se consacre ensuite à des projets étrangers.

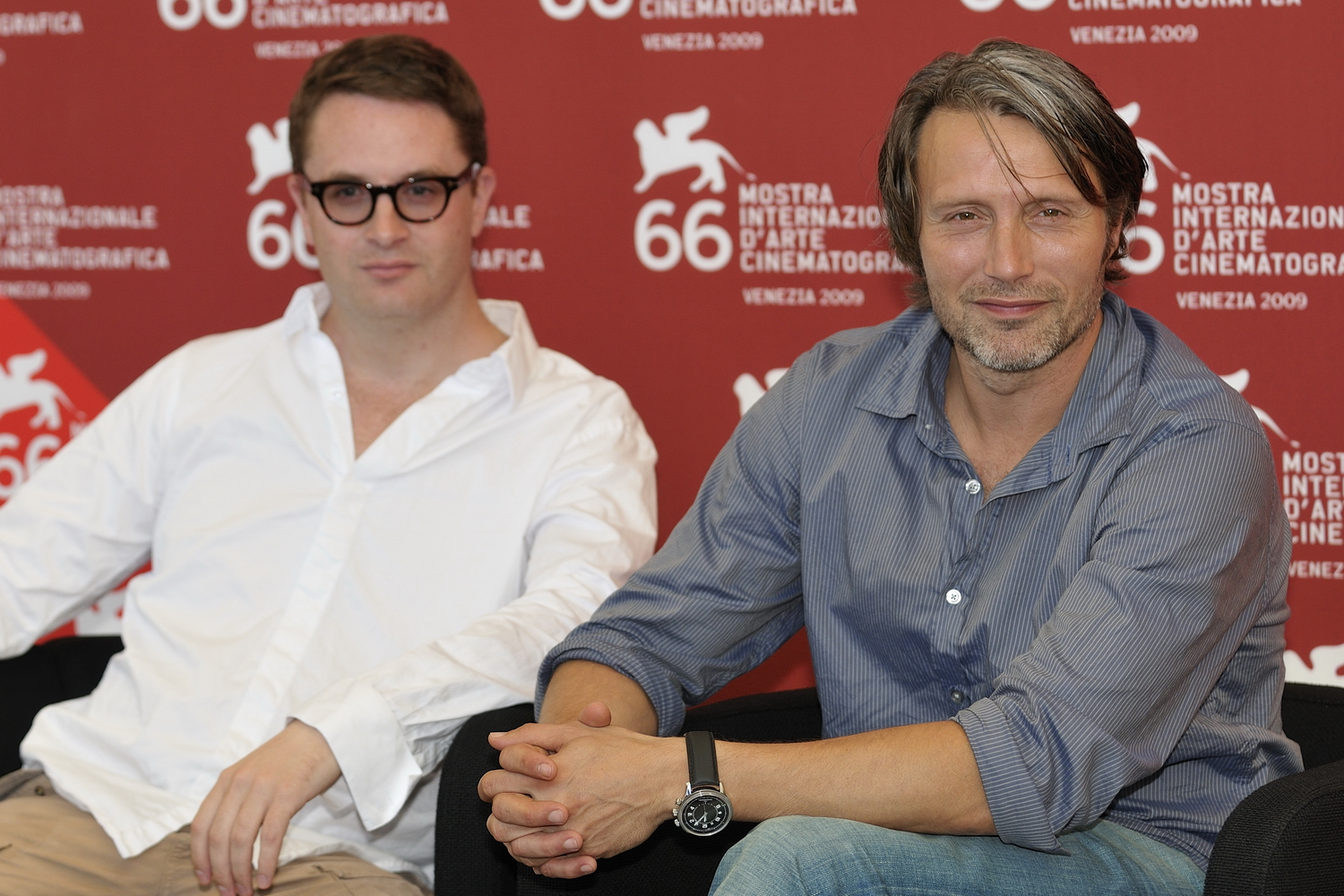
Mads Mikkelsen à la première de Le Guerrier silencieux à la Mostra de Venise 2009, aux côtés du réalisateur Nicolas Winding Refn (2009).

L'année 2009 le voit ainsi jouer l'amant de Coco Chanel, Igor Stravinsky, pour le biopic Coco Chanel et Igor Stravinsky, réalisé par Jan Kounen. Pour donner la réplique à Anna Mouglalis, il prend des cours intensifs de français et de russe. Parallèlement, il porte le nouveau projet du nouveau film réalisé par Nicolas Winding Refn, le drame fantastique Le Guerrier silencieux.

### Carrière internationale (depuis les années 2010)

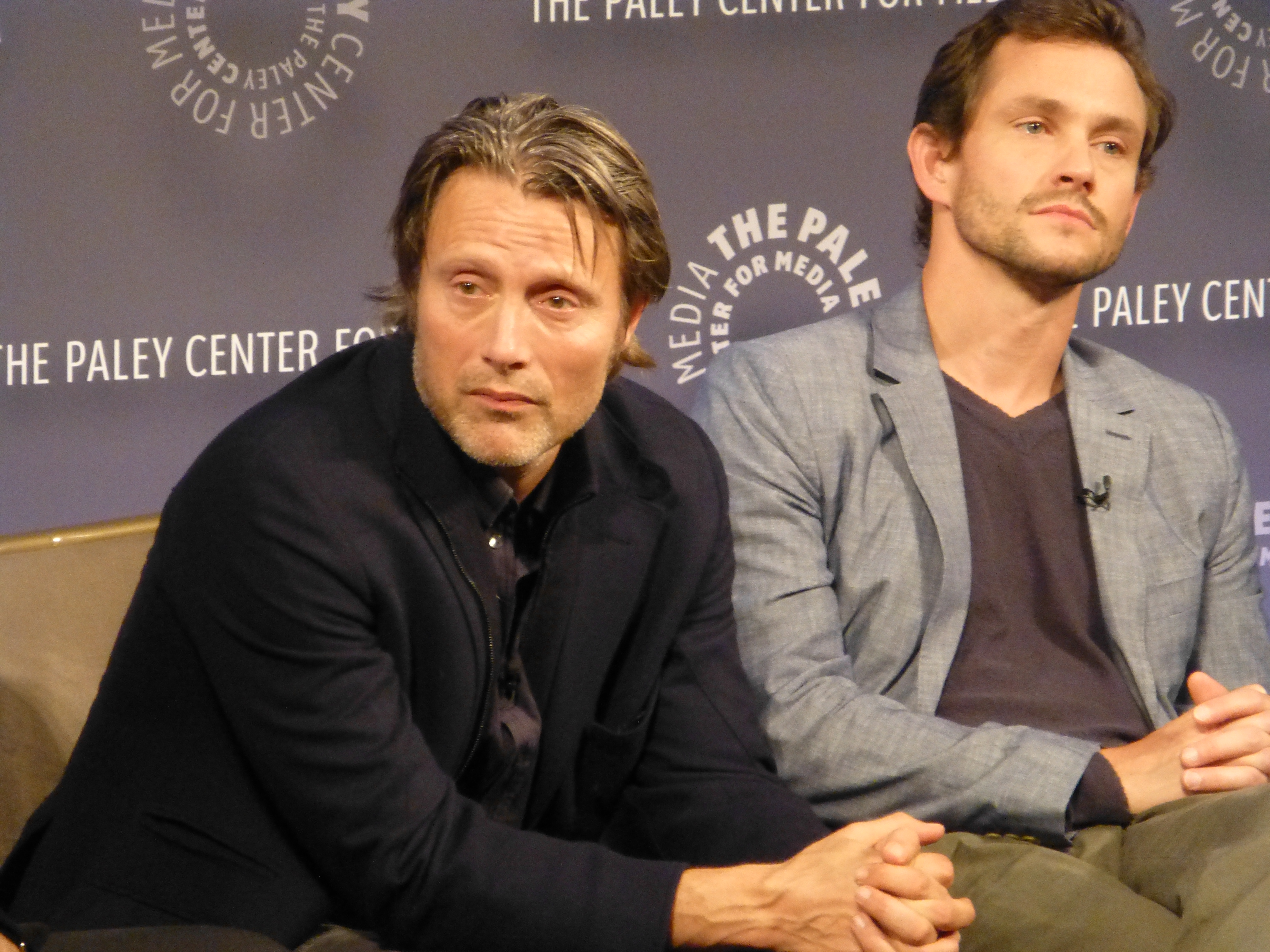
Mads Mikkelsen aux côtés de son antagoniste à l'écran Hugh Dancy, au Paley Center for Media de New York, pour la promotion de Hannibal (2014).

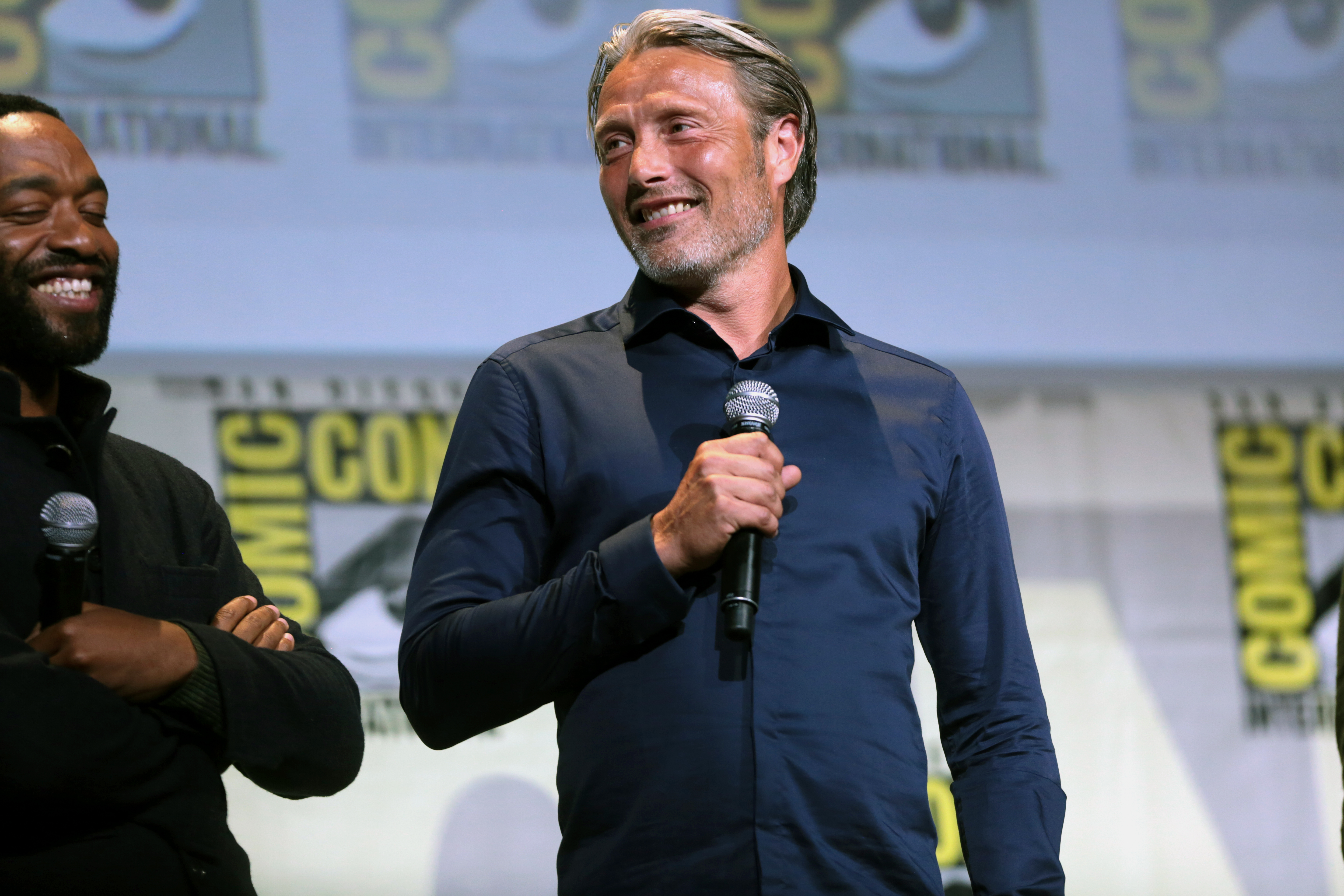
Mads Mikkelsen et l'acteur Chiwetel Ejiofor sur scène pour la promotion du film Doctor Strange au San Diego Comic-Con (2016).

Les deux années suivantes, Mads Mikkelsen participe à des blockbusters hollywoodiens : en 2010, le film d'heroic fantasy Le Choc des Titans, réalisé par le Français Louis Leterrier ; puis en 2011, le film de capes et d'épées Les Trois Mousquetaires de Paul W. S. Anderson, où il incarne encore une fois l'antagoniste, le comte de Rochefort.
C'est au Danemark qu'il parvient à trouver des premiers rôles, par ailleurs plus exigeants : en 2012, il partage l'affiche du drame historique Royal Affair, de Nikolaj Arcel, avec Alicia Vikander dans le rôle de la reine Caroline-Mathilde de Hanovre. Il y joue quant à lui Johann Friedrich Struensee. Puis Thomas Vinterberg le dirige pour le drame La Chasse. Le 27 mai 2012, il obtient le prix d'interprétation masculine au 65e Festival de Cannes pour son rôle d'instituteur injustement accusé de pédophilie,.
L'année 2013 le voit revenir à Hollywood pour des projets moins commerciaux : il joue l'antagoniste du thriller indépendant Charlie Countryman mais surtout, il accepte d'interpréter le rôle du Dr Hannibal Lecter dans la nouvelle série Hannibal. Il succède ainsi à Anthony Hopkins, qui incarnait ce personnage mythique au cinéma. Pour finir, il joue le rôle-titre du drame franco-allemand Michael Kohlhaas, réalisé par Arnaud des Pallières.
L'année 2014 est marquée par la diffusion de la deuxième saison de Hannibal mais aussi par la sortie, plus confidentielle, du western indépendant The Salvation, de Kristian Levring, où il a pour partenaire Eva Green. Puis, en 2015, alors que Hannibal se conclut sur une troisième saison, faute d'audiences suffisantes, il retourne au Danemark pour partager l'affiche de la comédie Men and Chicken avec David Dencik.
En mai 2016, il est membre du jury des longs métrages lors du 69e Festival de Cannes, présidé par George Miller aux côtés des actrices Kirsten Dunst et Valeria Golino, de la chanteuse Vanessa Paradis, de la productrice Katayoun Shahabi, de l'acteur Donald Sutherland et des réalisateurs Arnaud Desplechin et László Nemes. Fin 2016, il intègre les deux univers filmiques produits par Walt Disney Pictures, en interprétant le sorcier Kaecilius, l'antagoniste de Doctor Strange, 14e film de l'univers cinématographique Marvel, réalisé par Scott Derrickson, puis Galen Erso dans Rogue One: A Star Wars Story, le premier spin-off de la saga Star Wars, mis en scène par Gareth Edwards.
Au Danemark, il porte le drame d'aventure Arctic, de Joe Penna, puis fait partie du casting réuni par Julian Schnabel autour de Willem Dafoe pour sa comédie dramatique indépendante At Eternity's Gate. Les deux films sortent en 2018. Il tourne ensuite deux productions musclées pour Hollywood : en 2019, il est la tête d'affiche du thriller d'action Polar, réalisé par Jonas Åkerlund pour Netflix, puis joue l'antagoniste du film d'action Chaos Walking, réalisé par Doug Liman en 2020.
En novembre 2020, lorsque Johnny Depp est écarté de la série de films Les Animaux fantastiques de la franchise « Monde des sorciers de J. K. Rowling », dans laquelle il jouait le rôle du principal antagoniste et mage noir Gellert Grindelwald, Mads Mikkelsen est rapidement approché pour le remplacer à partir du troisième épisode, selon le souhait du réalisateur David Yates,. La participation de l’acteur est confirmée par Warner Bros. quelques jours plus tard,.

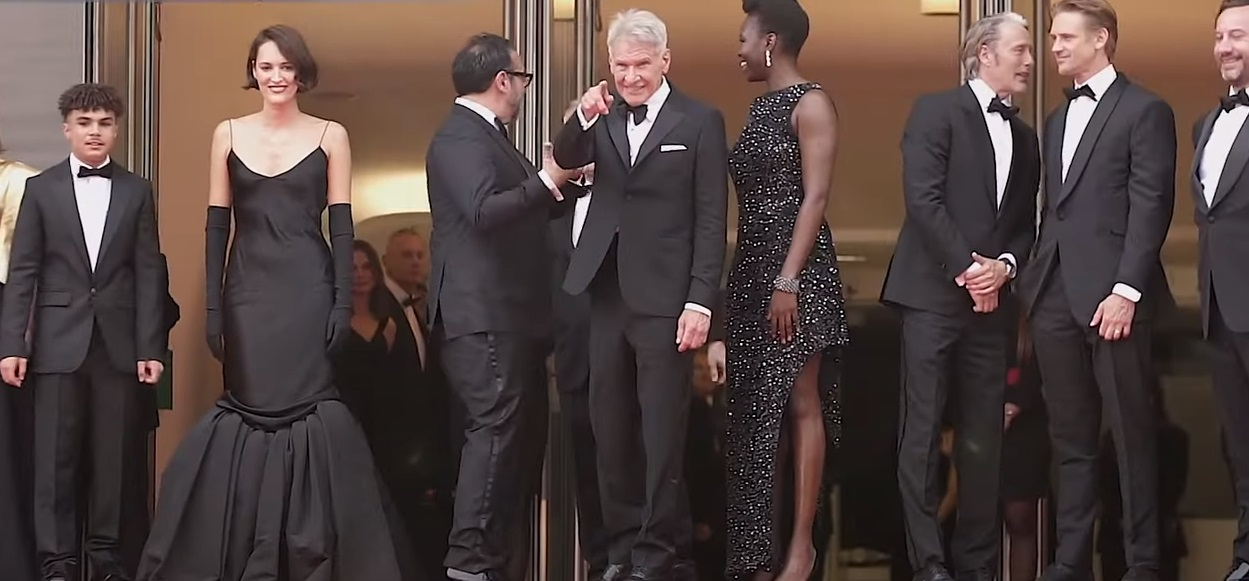
Ethann Isidore, Phoebe Waller-Bridge, James Mangold, Harrison Ford, Shaunette Renée Wilson, Mads Mikkelsen, Boyd Holbrook lors de la montée des marches de l'équipe au festival de Cannes 2023.

En avril 2021, il rejoint Harrison Ford dans le casting du dernier opus de la franchise « Indiana Jones » : Indiana Jones et le Cadran de la destinée où il joue son antagoniste. Présenté hors compétition à la 76e édition du festival de Cannes 2023, le film de James Mangold sort en juin 2023.

### Vie privée
Mads Mikkelsen a vécu la plus grande partie de sa vie à Copenhague, sauf pendant le tournage de la série Hannibal, où il vivait à Toronto. Il passe également beaucoup de temps sur l'île espagnole de Majorque, où la famille Mikkelsen possède une maison.
En 2000, il épouse la chorégraphe danoise Hanne Jacobsen, avec qui il était en couple depuis 1987. 
Ils ont une fille, Viola, née en 1992, et un fils, Carl, né en 1997,.
Il est souvent désigné comme « l'homme le plus sexy du Danemark » par les sondages. 
Mads Mikkelsen est un adepte de l'irréligion[pas clair].

## Filmographie

### Cinéma

#### Longs métrages
- 1996 : Pusher de Nicolas Winding Refn : Tonny
- 1998 : Vild Spor de Simon Staho : Jimmy
- 1998 : La Nuit des vampires (Nattens engel) de Shaky Gonzales : Ronnie
- 1999 : Bleeder de Nicolas Winding Refn : Lenny
- 2000 : Lumières dansantes (Blinkende lygter) d'Anders Thomas Jensen : Arne
- 2001 : Monas verden de Jonas Elmer : Casper
- 2001 : En kort en lang (Shake It All About) de Hella Joof : Jacob
- 2002 : Wilbur (Wilbur Wants to Kill Himself) de Lone Scherfig : Horst
- 2002 : Open Hearts (Elsker dig for evigt) de Susanne Bier : Niels
- 2003 : Dina (I Am Dina) de Ole Bordenal : Niels
- 2003 : Les Bouchers verts (De grønne slagtere) d'Anders Thomas Jensen : Svend
- 2004 : Pusher 2 : Du sang sur les mains (Pusher II: With Blood on My Hands) de Nicolas Winding Refn : Tonny
- 2004 : Le Roi Arthur (King Arthur) d'Antoine Fuqua : Tristan
- 2005 : Torremolinos 73 de Pablo Berger : Magnus
- 2006 : Exit de Peter Lindmark : Thomas
- 2006 : Adam's Apples (Adams Æbler) de Anders Thomas Jensen : Ivan
- 2006 : Casino Royale de Martin Campbell : Le Chiffre
- 2006 : Prag de Ole Christian Madsen : Ivan
- 2007 : After the Wedding (Efter brylluppet) de Susanne Bier : Jacob
- 2008 : Les Soldats de l'ombre (Flammen & Citronen) de Ole Christian Madsen : Citron
- 2009 : Coco Chanel et Igor Stravinsky de Jan Kounen : Igor Stravinsky
- 2009 : The Door : La Porte du Passé (Die Tür) d'Anno Saul : David
- 2009 : Le Guerrier silencieux (Valhalla Rising) de Nicolas Winding Refn : One-Eye
- 2010 : Le Choc des Titans (Clash of the Titans) de Louis Leterrier : Draco
- 2011 : Les Trois Mousquetaires (The Three Musketeers) de Paul W. S. Anderson : le Comte de Rochefort
- 2012 : Royal Affair (En kongelig affære) de Nikolaj Arcel : Johann Friedrich Struensee
- 2012 : La Chasse (Jagten) de Thomas Vinterberg : Lucas
- 2012 : Move On d'Asger Leth : Mark
- 2013 : Charlie Countryman (The Necessary Death of Charlie Countryman) de Fredrik Bond : Nigel
- 2013 : Michael Kohlhaas d'Arnaud des Pallières : Michael Kohlhaas
- 2014 : The Salvation de Kristian Levring : John
- 2016 : Men and Chicken (Mænd og høns) d'Anders Thomas Jensen : Elias
- 2016 : Doctor Strange de Scott Derrickson : Kaecilius
- 2016 : Rogue One: A Star Wars Story de Gareth Edwards : Galen Erso
- 2018 : Arctic de Joe Penna : Overgard
- 2018 : At Eternity's Gate de Julian Schnabel : le prêtre
- 2019 : Polar de Jonas Åkerlund : Duncan Vizla
- 2020 : Drunk (Druk) de Thomas Vinterberg : Martin
- 2020 : Riders of Justice (Retfærdighedens ryttere) d'Anders Thomas Jensen : Markus
- 2021 : Chaos Walking de Doug Liman : le maire Prentiss
- 2022 : Les Animaux fantastiques : Les Secrets de Dumbledore de David Yates : Gellert Grindelwald[12]
- 2023 : Indiana Jones et le Cadran de la destinée (Indiana Jones and the Dial of Destiny) de James Mangold : Jürgen Voller
- 2023 : King's Land (Bastarden) de Nikolaj Arcel : Ludvig von Kahlen
- 2024 : Mufasa : Le Roi lion de Barry Jenkins : Kiros (voix)

#### Courts métrages
- 1996 : Blomsterfangen de Jens Arentz : Max
- 1996 : Café Hector de Lotte Svendsen : Anders
- 1997 : Viceværten de Stefano González : Alex
- 1999 : Tom Merritt d'Anders Gustafsson : Elmer Karr
- 2003 : Nu de Simon Staho : Jakob, jeune
- 2003 : The Boy Below de Morten Giese : Far
- 2016 : Le Fantôme de Jake Scott : le fantôme

### Télévision
- 2000–2004 : Rejseholdet : Allan Fischer (32 épisodes)
- 2005 : Julie : Harald (6 épisodes)
- 2005 : Klovn : Mads (1 épisode)
- 2013–2015 : Hannibal : Hannibal Lecter (39 épisodes)

### Clips musicaux
- 2015 : Bitch Better Have My Money de Rihanna : le comptable

### Jeux vidéo
- 2019 : Death Stranding de Hideo Kojima : Clifford Unger
- 2025 :  Hitman : World of Assassination : Le Chiffre (cible fugitive)[20]

## Distinctions
En avril 2010, Mads Mikkelsen est fait chevalier de l'ordre de Dannebrog.
- Chevalier de l'ordre de Dannebrog
- Chevalier de l'ordre des Arts et des Lettres

Le 27 avril 2016, dans un salon du palais Thott, Mads Mikkelsen est fait Chevalier de l'ordre des Arts et des Lettres par l'ambassadeur de France au Danemark, François Zimeray. Son compatriote Thomas Vinterberg reçoit ce jour-là également la même distinction. Ils reçoivent cette distinction honorifique pour avoir contribué au rayonnement culturel dans le monde.

### Récompenses
- Bodil du meilleur acteur 2005 dans Pusher 2 : Du sang sur les mains
- Prix du cinéma européen 2011 : Contribution européenne au cinéma mondial
- Festival de Cannes 2012 : Prix d'interprétation masculine dans La Chasse
- Festival international du film de Palm Springs 2014 : Meilleur acteur dans un film en langue étrangère pour La Chasse
- Chlotrudis Awards 2014 : Meilleur acteur pour La Chasse
- Bodil du meilleur acteur 2014 pour La Chasse
- Robert du meilleur acteur 2014 pour La Chasse
- Saturn Awards 2014 : Meilleur acteur de télévision dans la série Hannibal
- The Game Awards 2019 pour sa performance dans le jeu vidéo Death Stranding[23]
- Festival international du film de Saint-Sébastien 2020 : Coquille d'argent du meilleur acteur pour Drunk [partagé avec Thomas Bo Larsen, Lars Ranthe et Magnus Millang]
- Prix du cinéma européen 2020 : Meilleur acteur pour Drunk[24]
- Bodil du meilleur acteur 2021 pour Drunk
- Robert du meilleur acteur 2021 pour Drunk
- Prix du cinéma européen 2023 : Meilleur acteur pour Bastarden

### Nominations
- Prix du cinéma européen 2006 : Meilleur acteur dans After the Wedding
- Prix du cinéma européen 2008 : Meilleur acteur dans Les Soldats de l'ombre
- Prix du cinéma européen 2012 : Meilleur acteur pour La Chasse
- César 2014 : Meilleur acteur dans Michael Kohlhaas
- British Academy of Film and Television Arts 2021 : Meilleur acteur dans Drunk[25]

## Voix francophones
En France, Yann Guillemot est la voix régulière de Mads Mikkelsen depuis le début des années 2010, le doublant dans toutes ses apparitions depuis 2014.
Auparavant, il avait été doublé à trois reprises par Éric Herson-Macarel dans Le Roi Arthur, Les Soldats de l'ombre et Charlie Countryman ainsi qu'à trois reprises par Jean-Michel Fête dans Exit, Pusher puis Pusher 2, par Dominique Collignon-Maurin dans Casino Royale et Le Choc des Titans et par Patrick Osmond dans Les Bouchers verts et La Chasse. À titre exceptionnel, il a été doublé par José Luccioni dans Le Guerrier silencieux, Boris Rehlinger dans The Door : La Porte du Passé et par Julien Kramer dans Les Trois Mousquetaires.
En version québécoise, Louis-Philippe Dandenault est la voix la plus régulière de Mads Mikkelsen depuis 2016. À titre exceptionnel, Antoine Durand lui prête sa voix dans le film Le Roi Arthur et Benoît Rousseau dans Le Choc des Titans.
Versions françaises
- Yann Guillemot dans Royal Affair, Hannibal, Doctor Strange, Rogue One: A Star Wars Story, Polar, Drunk, Death Stranding, Chaos Walking, Les Animaux fantastiques : Les Secrets de Dumbledore, Indiana Jones et le Cadran de la destinée[26], etc.

Versions québécoises
- Louis-Philippe Dandenault dans Docteur Strange, Rogue One : Une histoire de Star Wars, Arctic, À la porte de l'éternité[27].